# Peleteria conjuncta
Peleteria conjuncta là một loài ruồi trong họ Tachinidae.